# Bernard Siadous

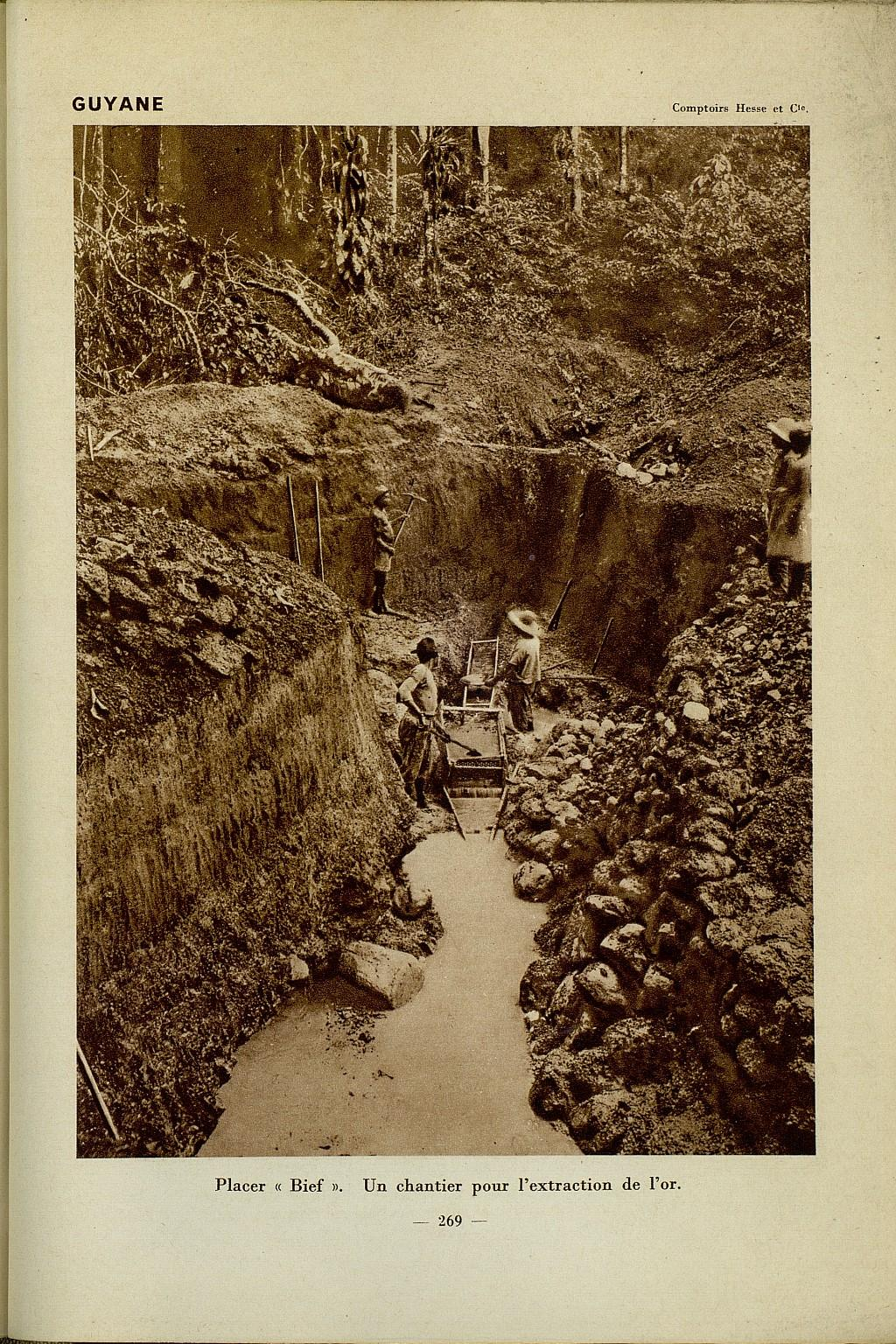
Goudwinning in Frans-Guyana (1931)

Bernard Jacques Victorin Siadous (Pamiers, 30 juli 1879 – Toulouse, 14 juli 1967) was gouverneur van Frans-Guyana (1929-1931) en Nieuw-Caledonië (1933-1936).

## Levensloop
Siadous begon zijn carrière als ambtenaar bij het Ministerie van Koloniën in Parijs. Hij werkte na de Eerste Wereldoorlog in Frans-West-Afrika. Daar was hij verantwoordelijk voor land-en bosbouw.
In 1929 werd hij gouverneur van de kolonie Frans-Guyana. In deze periode was er een internationale economische crisis met de Grote Depressie als gevolg. Gouverneur Siadous stelde vast dat de export van goud, balata en rozenbottel inzakte. Dit baarde hem zorgen. Hij stimuleerde vandaar de export van hout, tafia (rum naar Spaanse smaak) en cacao. Hij bleef in functie tot 1931.
Vervolgens was hij gouverneur van Nieuw-Caledonië (1933-1936) en burgemeester van Carbonne, in zijn geboortestreek Occitanië (1941-1943).
- Bibliothèque nationale de France: cb11087153h (data)
- International Standard Name Identifier: 0000 0004 4569 0164
- Base Léonore: 19800035/900/5300
- Système universitaire de documentation: 165559888
- Virtual International Authority File: 313555402